# چما رودریگس
چما رودریگس (اسپانیایی: Chema Rodríguez‎؛ زادهٔ ۱۹۶۷) یک کارگردان فیلم و فیلم‌نامه‌نویس اهل اسپانیا است.
فیلم‌های او در جشنواره‌های گوناگون نظیر جشنواره بین‌المللی فیلم برلین، جشنواره فیلم‌های اسپانیایی مالاگا و جشنواره بین‌المللی فیلم سن‌سباستین به نمایش درآمده و جوایزی دریافت کرده‌اند.